# Pinarus
Le Pinarus ou Pinaros (en grec ancien : Πίναρος / Pínaros ; en latin : Pinarus) est un petit fleuve côtier situé dans la province de Hatay en Turquie. Il est connu pour avoir été le théâtre de la bataille d'Issos entre l'armée d'Alexandre le Grand à celle de Darius III. L'armée macédonienne remporte une victoire décisive sur l'armée perse pour la première fois commandée par Darius en personne (333 av. J.-C.). 
L'emplacement de cette rivière et par conséquent de la bataille, reste débattu. La difficulté vient, entre autres, du fait que la ligne de la côte a changé depuis l'Antiquité et que les descriptions des historiens sont difficiles à interpréter sur le terrain. 
L'identification la plus fréquente est celle de la Payas Çayı (rivière de Payas). L'embouchure de la rivière de Payas (Payas Çayı) est près de Yakacık (Payas.) 
La rivière de Payas a constitué la frontière entre la Turquie et le Sandjak d'Alexandrette, puis la république du Hatay, qui n’a été rattaché à la Turquie qu’en 1939. Avant cette date, le district de Dörtyol faisait déjà partie de la république de Turquie et n’a été rattaché à la province de Hatay qu’après l’annexion de ce dernier à la Turquie.
L'autre rivière souvent citée est la Deli Çayı (rivière folle) dont l'embouchure est près de Dörtyol soit environ 10 km plus au nord. Une troisième rivière, plus rarement citée, est la Kuru Çayı (rivière sèche) entre les deux précédentes à 2 km au sud de la Deli Çayı.